# Justified (film 1915)
Justified è un cortometraggio muto del 1915 diretto da Henry Otto. Prodotto dalla American Film Manufacturing Company e sceneggiato da Daisy M. Slocum, il film aveva come interpreti Edward Coxen, Winifred Greenwood, George Field.

## Trama
Giovane e gran lavoratore, il minatore Tom Allen mette in guardia sua moglie Beatrice dal frequentare Joe Hills, uno sfaticato che passa il suo tempo a gironzolare là intorno. Hills ruba l'oro di Tom, ma viene scoperto da Beatrice che si nasconde nell'armadio proprio mentre suo marito sta entrando. Non credendo all'innocenza della moglie, Allen, rabbioso, caccia Beatrice che poi, sola e lontana da casa, darà alla luce un bambino. Nel frattempo, Allen trova le pepite rubate e alcuni oggetti per neonato nell'armadio e si ricrede sulla moglie che decide di andare a cercare.

Sono passati cinque anni. In un saloon, Allen riconosce Joe Hills. I due hanno uno scontro a fuoco nel quale Hills rimane ucciso. Allen trova rifugio in una stalla dove viene trovato da un ragazzino che lo conduce da sua madre. Così ritrova Beatrice. La donna lo nasconde allo sceriffo, ma la sua presenza viene innocentemente rivelata dal bambino. Allen viene arrestato e processato. Ma, al processo, viene assolto per aver sparato per legittima difesa a un uomo lungamente ricercato per omicidio.

## Produzione
Il film fu prodotto dall'American Film Manufacturing Company.

## Distribuzione
Distribuito dalla Mutual, il film - un cortometraggio in due bobine - uscì nelle sale cinematografiche degli Stati Uniti l'8 febbraio 1915.